# James Lankford
James Paul Lankford, né le 4 mars 1968 à Dallas (Texas), est un homme politique américain, membre du Parti républicain et sénateur des États-Unis pour l'Oklahoma depuis 2015. Il est auparavant élu à la Chambre des représentants des États-Unis pour deux mandats, de 2011 à 2015. Il a été pasteur chrétien baptiste jusqu’en 2009.

## Biographie
Il a étudié en enseignement secondaire (spécialisé en discours et histoire) à l'Université du Texas à Austin et a obtenu un Bachelor of Science en 1990, puis il a étudié en théologie au Séminaire théologique baptiste du Sud-Ouest à Fort Worth, Texas et a obtenu un master (Master of Divinity) en 1994. Il a ensuite été ordonné pasteur par la Convention baptiste du Sud .

### Ministère
En 1996, il est devenu président du Falls Creek Baptist Conference Center, géré par la Convention générale baptiste de l'Oklahoma, jusqu’en 2009.

### Carrière politique
Lankford est membre de la Chambre des représentants des États-Unis pour la 5e district de l'Oklahoma de 2011 à 2015.
Il se présente au Sénat des États-Unis lors des élections de 2014. L'élection partielle dans l'Oklahoma est due à la démission du républicain Tom Coburn, atteint d'un cancer. Avant la primaire républicaine, les sondages le donnent au coude-à-coude avec le candidat du Tea Party T.W. Shannon (en). Le Tea Party, qui le soutient lors de son élection en 2010, lui reproche désormais sa proximité avec la direction de la Chambre des représentants. Il est cependant soutenu par le sénateur Coburn. Il remporte la primaire dès le premier tour avec plus de 55 % des voix contre environ 35 % pour Shannon. En novembre, il est élu sénateur pour terminer le mandat de Coburn courant jusqu'en 2016. Il rassemble 68 % des suffrages face à la sénatrice d'État démocrate Connie Johnson et à l'indépendant Mark Beard.
Il est candidat à un mandat complet lors des élections de 2016 et remporte le scrutin par 67,7 % des voix contre 24,6 % au démocrate Mike Workman, 13 % au libertarien Robert Murphy et respectivement 2,79 et 1,89 % aux indépendants Sean Braddy et Mark T. Beard.